# District de Beilin (Xi'an)
Pour les articles homonymes, voir Beilin.
Le district de Beilin (碑林区 ; pinyin : Bēilín Qū) est une subdivision administrative de la province du Shaanxi en Chine. C'est l'un des quartiers de la ville sous-provinciale de Xi'an.